# Distaccamento A.R.
Il Distaccamento A.R. fu operativo dal mese di settembre 1917 sull'Aeroporto di Gioia del Colle con aerei da bombardamento Caproni.

## Storia

Civinini (il primo da destra) con gli altri membri dell'equipaggio di un "Caproni" dell'impresa di Cattaro.

Dopo l'affondamento del Giuseppe Garibaldi (incrociatore 1899) da parte di un sommergibile, il Generale Leone Andrea Maggiorotti Capo dei Servizi Aeronautici del Comando supremo militare italiano pensa di usare i Caproni Ca.33 450 hp dal 28 agosto 1917 sfruttando il periodo lunare dal 25 settembre all'8 ottobre per bombardare il porto di Cattaro.
Viene quindi viene formato un Gruppo di 2 squadriglie dedicate per un volo di 6 ore per 500 km ai limiti dell'autonomia con un carrello fisso che in caso di ammaraggio in emergenza avrebbe causato quasi sicuramente il rovesciamento dell'aereo.
Dal 25 settembre decolla dal Campo di aviazione di Taliedo con il Maggiore Armando Armani come comandante del Distaccamento A.R. (le lettere iniziali del suo nome e cognome ARmando ARmani) su Ca.450 diretto all'Aeroporto di Gioia del Colle facendo scalo all'Aeroporto di Roma-Centocelle.
Le munizioni arrivano in ritardo solo domenica 30 settembre quando si debbono aspettare favorevoli condizioni meteorologiche.
Agli ordini di Armani vi erano la squadriglie 1ª Bis comandata da Gabriele D'Annunzio e la 15ª Bis al comando del Capitano Leonardo Nardi con 14 Ca.450 hp che alle 23.00 del 4 ottobre decollano su suo ordine per bombardare il porto di Cattaro. 
Oltre a Maurizio Pagliano, Luigi Gori, Ivo Oliveti, Casimiro Buttini, Gino Lisa, Mariano D'Ayala Godoy e Andrea Bafile, alla rischiosa impresa prese parte anche Guelfo Civinini, corrispondente di guerra del Corriere della Sera.
Come ausilio alla rotta si usano dei proiettori dal campo fino alla baia di Conversano ed in mare vi erano ogni 30 km una Torpediniera ma dopo la prima, a causa della foschia, gli equipaggi devono usare solo la bussola e le stelle.
Dopo un'ora di volo, due Ca., tra cui quello di Buttini, devono rientrare per problemi ad un motore.
Arrivati al porto di Genovich nelle Bocche di Cattaro sganciano da 3.000 metri 24 granate-mina da 260 mm e 72 da 162 sul porto di Cienvich e su un deposito di benzina di Kumbor vicino a Herceg-Novi riscontrando scarsa reazione della contraerea rimasta sorpresa dell'attacco aereo.
Negli ultimi dieci giorni del mese gli equipaggi rientrano ai reparti per la Battaglia di Caporetto.
L'impresa ebbe molta notorietà anche all'estero dimostrando la capacità offensiva strategica delle unità da bombardamento italiane.